# Relació íntima

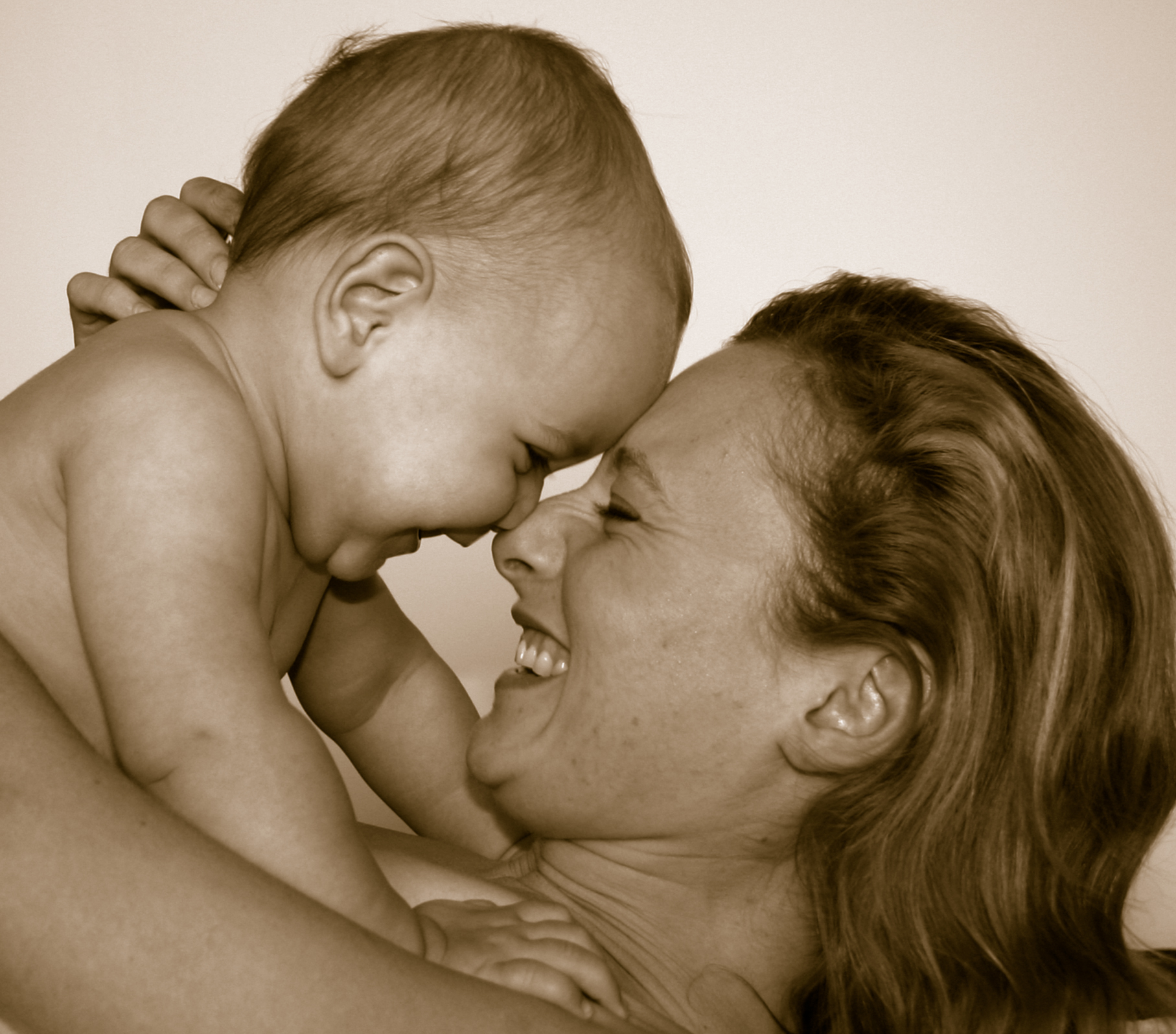
Connexió entre una mare i el seu fill.

Una relació íntima és una relació interpersonal que implica intimitat física o emocional. Tot i que una relació íntima és normalment una relació de caràcter sexual, també pot ser una relació no sexual que impliqui familiars, amics o coneguts.
La intimitat emocional es considera un aspecte essencial per a una relació sana. Un cop sorgeixen sentiments més profunds d'agradament o estimació a una o més persones, pot resultar en intimitat física. Tanmateix, la intimitat emocional pot estar o no present en la intimitat física depenent de la profunditat de la relació. La intimitat física es caracteritza per l'amor romàntic, l'activitat sexual o un altre vincle apassionat. Aquestes relacions tenen un paper central en l'experiència humana global. Els humans tenen un desig general de pertinença i estimació, que normalment se satisfà en una relació íntima. Aquestes relacions permeten una xarxa social perquè les persones formin vincles emocionals forts.